# Saint-Jean-Poutge
Saint-Jean-Poutge (gaskognisch Sent Joan Potge) ist eine französische Gemeinde mit 310 Einwohnern (Stand 1. Januar 2022) im Département Gers in der Region Okzitanien. Sie gehört zum Arrondissement Auch und zum Kanton Fezensac. Saint-Jean-Poutge ist zudem Mitglied des 2001 gegründeten Gemeindeverbands Grand Auch Cœur de Gascogne. Die Einwohner werden Saint-Jean-Poutgeois(es) genannt.

## Lage
Die Gemeinde Saint-Jean-Poutge liegt an der Baïse, rund 19 Kilometer nordwestlich der Stadt Auch im Zentrum des Départements Gers. Die Stadt Tarbes ist rund 60 Kilometer in südwestlicher Richtung entfernt. Zur Gemeinde gehören das Dorf, der Weiler Barbazan und zahlreiche Kleinsiedlungen und Einzelgehöfte.

## Geschichte
Die Gemeinde gehörte von 1793 bis 1801 zum Distrikt Auch. Seit 1801 ist sie Teil des Arrondissements Auch. Von 1793 bis 2015 gehörte die Gemeinde zum Wahlkreis (Kanton) Vic-Fezensac (zeitweise Vic-sur-Losse genannt). Im Jahr 1839 wurde die bis dahin selbständige Gemeinde Pléhaut eingegliedert (1831: 158 Einwohner).

## Bevölkerungsentwicklung
| Jahr                       | 1962 | 1968 | 1975 | 1982 | 1990 | 1999 | 2006 | 2012 | 2020 |
| Einwohner                  | 329  | 326  | 322  | 314  | 283  | 239  | 250  | 319  | 312  |
| Quellen: Cassini und INSEE |      |      |      |      |      |      |      |      |      |

## Sehenswürdigkeiten
- Schloss Herrebouc (teilweise aus dem 13. Jahrhundert), seit 1926/2002 als Monument historique ausgewiesen
- Kirche Saint-Jean-Baptiste aus dem Jahr 1880 in Saint-Jean-Poutge
- Kapelle Sainte-Marie-Madeleine aus dem Jahr 1840 in Barbazan
- Überreste des Schlosses Pléhaut
- zwei Mühlen
- mehrere Flur- und Wegkreuze
- mehrere Lavoirs (ehemalige Waschhäuser)
- Denkmal für die Gefallenen[1]

Quelle: